# Болотов Іван
Іван Болотов — український військовослужбовець, льотчик 831 БрТА Збройних сил України, учасник російсько-української війни.

## Життєпис
Навчався в київській школі № 289. В юнацькі роки займався народними танцями. Закінчив Київський військовий ліцей імені Івана Богуна, у 2021 році — Харківський національний університет Повітряних сил імені Івана Кожедуба.
Згодом мешкав із власною сім'єю у Києві.
З перших днів російського вторгнення в Україну служив льотчиком Су-27 у складі 831-ї бригади тактичної авіації. Здійснив десятки бойових вильотів, знищуючи живу силу та техніку противника.
2 лютого 2025 року виконував бойове завдання з підтримки дій Сухопутних військ із метою знищення скупчення живої сили та техніки противника на одному з напрямків фронту. Попри небезпеку виконання місії, він не відвернув літак із бойового курсу та виконав завдання, однак сам загинув.
Прощання із майором Іваном Болотовим відбулось 5 лютого 2025 року в Києві на Майдані Незалежності, похований в Києві. Йому було 24 роки.
Залишилась дружина та син (2024 р.н.).